# Świączyń
Świączyń – wieś w Polsce położona w województwie wielkopolskim, w powiecie śremskim, w gminie Książ Wielkopolski.
W latach 1975–1998 miejscowość administracyjnie należała do województwa poznańskiego.
Wieś położona 6 km na północny wschód od Książa Wielkopolskiego przy drodze powiatowej nr 4076 do Sroczewa przez Zaborowo. Zabytkiem prawnie chronionym jest zespół folwarczny z 1840-1890 (gorzelnia, stodoła, budynek inwentarski, spichrz, 2 obory, stodoła, szopa, powozownia, kuźnia, stajnia, rządcówka).